# 葛雲飛墓
葛雲飛墓，位於浙江省杭州市蕭山區所前镇三泉王村石板山南麓。現為浙江省文物保護單位。

## 歷史
葛雲飛（1789年－1841年），字鵬起，一字雨田，號淩臺，浙江省紹興府山陰縣天樂鄉（今屬杭州市蕭山區）人。清朝将领。以武進士入軍旅，在浙江任職多年，官至定海鎮總兵。第一次鴉片戰爭期間在定海與英軍作戰，壯烈殉國。身後朝廷追諡壯節，入祀昭忠祠。葛雲飛歸葬家鄉，同年墓成，宗稷辰爲其撰寫行狀，邵懿辰攥寫墓表。1981年，浙江省人民政府重新公佈爲省级重点文物保护单位。

## 建築

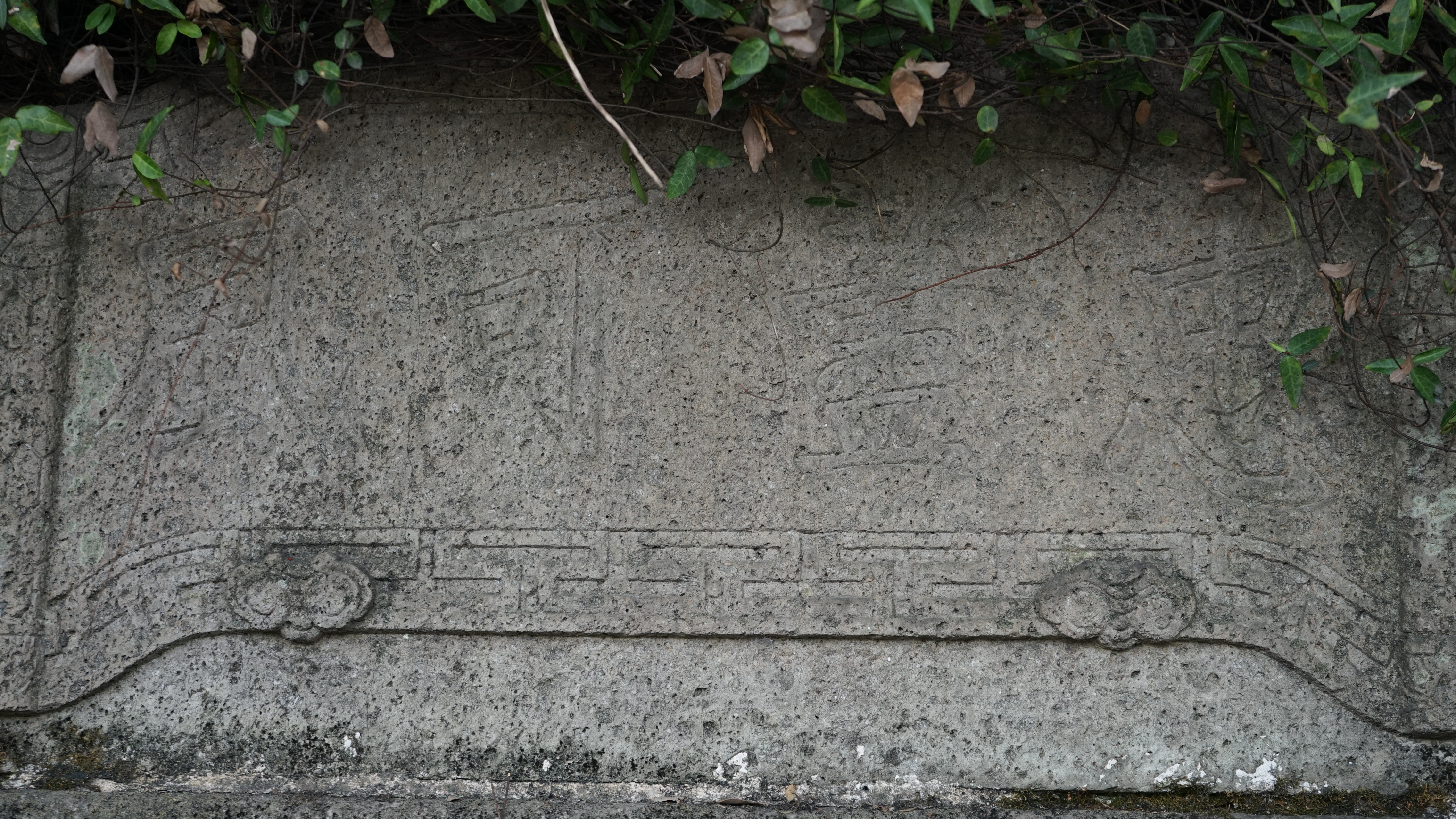
咸丰帝题写的“忠荩可風”

葛云飞墓在山樹之間。墓以石砌围墙，以石板压顶。墓高4.2米，面宽7.5米，深8米。面阔五间，居中三间内凹，刻有“诰授振威将军追赠太子少保葛壮节公之墓”。正脊刻清文宗御筆“忠荩可風”，两側刻“泉台光宠泽，抔土奠忠灵”。墓前以石板铺地，设石質祭桌。两梢间外凸，与明、次间前室前沿平齐，并封以拦板。兩側設有望柱，高2.65米，上有柱雕狮子。清王端履曾攥聯：“视死竟如归，遇大节不可夺志，临难无苟免，惟杀身乃得成仁”。